# Dick Johnson (Musiker)
Richard „Dick“ Brown Johnson, genannt Dick Johnson (* 1. Dezember 1925 in Brockton, Massachusetts; † 10. Januar 2010 in Boston, Massachusetts), war ein US-amerikanischer Jazz-Altsaxophonist und Klarinettist des Modern Jazz. Zu seinen weiteren Instrumenten zählten die Flöte und das Sopransaxophon.

## Leben und Wirken
Johnson spielte sechzehnjährig Klarinette, mit 19 Jahren kam das Altsaxophon hinzu. Kriegsbedingt begann er 1943 seine musikalische Karriere als Mitglied der U.S. Navy Band und tourte anschließend mit Big Bands, bevor er in seine Heimatstadt zurückkehrte. Er studierte am New England Conservatory und spielte zu Beginn seiner weiteren Karriere mit Charlie Spivak (1952–1954) und Dave McKenna; auch nahm er mit Eddie Costa auf. Erste Alben unter eigenem Namen entstanden für die Label EmArcy (1956), Riverside (1957) und RFT (1971). Weiterhin spielte er mit Charlie Parker, Herb Pomeroy (1959), Frank Sinatra, Tony Bennett und Dizzy Gillespie, arbeitete aber auch in Boston als Lehrer. Zudem tourte er mit Woody Herman (1980).
In den 1980er Jahren hatte Johnson ein Comeback mit eigenen Formationen und einem Duo mit Dave McKenna, mit denen er für das Concord-Label im Stil des Mainstream Jazz vier Platten aufnahm. Außerdem leitete er ab 1983 das Orchester von Artie Shaw. In den 1990er Jahren war Johnson an Plattenaufnahmen von George Masso und Ed Sainton beteiligt. 1999 feierte die Stadt Brockton den 1. Mai als Dick Johnson Day. 2005 erschien noch sein Tribut-Album Star Dust & Beyond: A Tribute to Artie Shaw.

## Diskographische Hinweise
- Dick Johnson Plays (Concord, 1979) mit Dave McKenna
- Dick Johnson & Dave McKenna Duo: Spider's Blues (Concord, 1980)
- Dick Johnson Orchestra: Swing Shift (Concord, 1981), u. a. mit Paul Schmeling
- Dick Johnson Quartet Sessions 1956–57: Music for Swinging Moderns (Fresh Sound Records 2008, Kompilation)